# هيفاء كمال
هيفاء كمال (مواليد ديسمبر 1983) هي مغنية ومنتجة أردنية من أصل فلسطيني.

## النشأة والوظيفة
بدأت هيفاء كمال في سن السادسة بتعلم الغناء العربي، تحت إشراف والدها الموسيقي والملحن الفلسطيني كمال خليل، كأصغر عضو في فرقته الموسيقية (بلدنا). بعد تخرجها من المدرسة الثانوية، درست الرياضيات في جامعة الأزارقة، وتخرجت بدرجة البكالوريوس في الرياضيات. لمتابعة مسيرتها المهنية الموسيقية، سجلت نفسها في برنامج بكالوريوس الموسيقى العربية في المعهد الوطني للموسيقى - الأردن وتخرجت في عام 2011 بفرع فرعي للغناء العربي.
بعد حصولها على درجة البكالوريوس في الموسيقى العربية والغناء العربي، استمرت هيفاء كمال في المشاركة في الحفلات الموسيقية مع فرقة والدها الموسيقية (بلدنا)، بالإضافة إلى حفلات الموسيقى العربية المنتظمة في المعهد الوطني للموسيقى، إلى جانب أوركسترا عمان السيمفونية.
قدمت هيفاء غناءً منفردًا مع العديد من الفرق الموسيقية والفرق الموسيقية المحترفة محليًا وعالميًا، بما في ذلك بلدنا (كمال خليل)،  رم (طارق الناصر)، راز ( عزيز مرقة )،  أوركسترا المعهد الوطني للموسيقى، عمان سيمفونيتا، عمان العربية الوترية الرباعية.   

## مهنة الموسيقى المنفردة
في عام 2014، أنتجت هيفاء كمال ألبومها الأول "دينيا" الذي يضم 10 مقطوعات موسيقية من مختلف الأنواع الموسيقية بالتعاون مع المنتج والملحن اللبناني ( مايك ماسي ) والموسيقي الإيراني ( علاء وردي ) والملحن الأردني (عزيز مرقة). أصدرت هيفاء ألبومًا مصغرًا ثانيًا باسم (#THEEDMProject) في أواخر عام 2018، حيث أعادت إنتاج الموسيقى العربية التقليدية (خاصة بلاد الشام) بأسلوب EDM ( موسيقى الرقص الإلكترونية )، وقد لاقى الألبوم استحسان النقاد، حيث حاولت إحياء الموسيقى التقليدية والفلكلورية، وجعلها أكثر شعبية بين جمهور الشباب، بترتيب موسيقي حديث.
في عام 2019، أنتجت هيفاء كمال أول فيديو موسيقي عربي للأنمي، من إخراج وتحريك الرسوم المتحركة العربية هلال عاشور وكمال خديم الله، وعرض أغنيتها الافتتاحية (دينيا). خلال جائحة COVID-19 في عامي 2020 و 2021، تعاونت هيفاء كمال مع فرقة الفلامنكو الإسبانية عبيدر لإنتاج ألبوم صغير من ثلاثة مسارات ( قرطبة )، وأدت ثلاث قصائد عربية مصحوبة بمؤلفات الفلامنكو والترتيبات الموسيقية. نظرًا للإغلاق العالمي وظروف حظر التجول أثناء الوباء، فقد استغرق فريق الإنتاج ما يقرب من 18 شهرًا لتنفيذ المشروع وإطلاقه.
في أوائل عام 2022، مُنحت هيفاء كمال وفرقة عبيدر ميداليتين ذهبيتين في (جوائز الموسيقى العالمية) لأفضل مطربة، وأفضل إنتاج موسيقي عالمي 2021 عن آخر ألبوم مصغر (قرطبة).

## ديسكغرفي

### ألبومات
- دينيا - 2014 [27]
- EDM ( موسيقى الرقص الإلكترونية ) - 2018
- قرطبة - 2021 (مع أوبيدر) [28] [29]

### الفردي
- "يا ريت اشوفك"
- "ملاك"
- "زمان"
- "يا ظريف العول"
- "راه أغاني"
- "وش راججاك"
- "شو كتير" (قدم. يزن الروسان)
- تعال (قدم. علاء الوردي)
- "حبيبي داني" [30]

### أشرطة الفيديو والموسيقى
- Ta'al (قدم. علاء الوردي)
- فيروز مدلي (علاء وردي- هيفاء كمال)
- دينيا (انمي)
- بياين العنب
- علاء مين (علاء وردي -- هيفاء كمال)